# Giacomo Appiotti
Giacomo Appiotti (Torino, 3 febbraio 1873 – Roma, 29 gennaio 1948) è stato un generale e politico italiano.
Nato  da Carlo e Caterina Gastaldi, entra nella Scuola militare il 6 ottobre 1892. Ufficiale del 3º Reggimento alpini durante la Grande Guerra, negli anni venti assume il comando di varie scuole dell'esercito e l'incarico di Direttore capo di divisione incaricato al Ministero della guerra, per poi prestare servizio con incarichi di comando, dal 1929 al 1933, nella 12ª Brigata fanteria.
Promosso a Generale di divisione il 23 gennaio del 1933, comanda la 3ª Divisione CC.NN. "21 aprile" durante la guerra d'Etiopia. Promosso a Generale di corpo d'armata il 3 aprile 1937, nel 1939 viene nominato Senatore del Regno d'Italia; nel Senato ricopre l'incarico di membro della Commissione degli affari dell'Africa italiana fino al 1943, quando viene dichiarato decaduto dall'Alta Corte di Giustizia per le sanzioni contro il Fascismo. Nello stesso anno aveva ricoperto la carica di presidente dell'Unione Militare.